# Lozice (Chrudimi járás)
Lozice település Csehországban, a Chrudimi járásban. Lozice Jenišovice, Rosice és Luže településekkel határos. Lakosainak száma 171 fő (2024. január 1.).

## Népesség
A település lakosságának változását az alábbi diagram mutatja:
| Lakosok száma | 368  | 387  | 330  | 225  | 152  | 145  | 164  | 156  | 152  | 171  |
|               | 1869 | 1900 | 1921 | 1961 | 1980 | 2011 | 2016 | 2019 | 2021 | 2024 |